# Valdampierre
Valdampierre és un municipi francès, situat al departament de l'Oise i a la regió dels Alts de França. L'any 2007 tenia 901 habitants.

## Demografia

### Població
El 2007 la població de fet de Valdampierre era de 901 persones. Hi havia 324 famílies de les quals 52 eren unipersonals (24 homes vivint sols i 28 dones vivint soles), 104 parelles sense fills, 152 parelles amb fills i 16 famílies monoparentals amb fills.
La població ha evolucionat segons el següent gràfic:
Habitants censats

### Habitatges
El 2007 hi havia 398 habitatges, 327 eren l'habitatge principal de la família, 37 eren segones residències i 33 estaven desocupats. 382 eren cases i 16 eren apartaments. Dels 327 habitatges principals, 299 estaven ocupats pels seus propietaris, 23 estaven llogats i ocupats pels llogaters i 5 estaven cedits a títol gratuït; 14 tenien dues cambres, 43 en tenien tres, 72 en tenien quatre i 198 en tenien cinc o més. 255 habitatges disposaven pel capbaix d'una plaça de pàrquing. A 113 habitatges hi havia un automòbil i a 197 n'hi havia dos o més.

### Piràmide de població
La piràmide de població per edats i sexe el 2009 era:
| Homes | Edats   | Dones |
| ----- | ------- | ----- |
| 0     | 95 o +  | 0     |
| 0     | 90 a 94 | 0     |
| 0     | 85 a 89 | 4     |
| 0     | 80 a 84 | 4     |
| 0     | 75 a 79 | 0     |
| 0     | 70 a 74 | 20    |
| 28    | 65 a 69 | 24    |
| 12    | 60 a 64 | 20    |
| 12    | 55 a 59 | 16    |
| 48    | 50 a 54 | 28    |
| 40    | 45 a 49 | 56    |
| 44    | 40 a 44 | 32    |
| 20    | 35 a 39 | 32    |
| 36    | 30 a 34 | 36    |
| 20    | 25 a 29 | 40    |
| 24    | 20 a 24 | 24    |
| 24    | 15 a 19 | 44    |
| 28    | 10 a 14 | 56    |
| 48    | 5 a 9   | 24    |
| 32    | 0 a 4   | 20    |

## Economia
El 2007 la població en edat de treballar era de 623 persones, 481 eren actives i 142 eren inactives. De les 481 persones actives 461 estaven ocupades (253 homes i 208 dones) i 20 estaven aturades (9 homes i 11 dones). De les 142 persones inactives 49 estaven jubilades, 51 estaven estudiant i 42 estaven classificades com a «altres inactius».

### Ingressos
El 2009 a Valdampierre hi havia 322 unitats fiscals que integraven 888 persones, la mediana anual d'ingressos fiscals per persona era de 20.500 €.

### Activitats econòmiques
Dels 15 establiments que hi havia el 2007, 7 eren d'empreses de construcció, 3 d'empreses de comerç i reparació d'automòbils, 1 d'una empresa immobiliària i 4 d'empreses de serveis.
Dels 6 establiments de servei als particulars que hi havia el 2009, 1 era un guixaire pintor, 3 fusteries i 2 electricistes.
L'any 2000 a Valdampierre hi havia 6 explotacions agrícoles que ocupaven un total de 702 hectàrees.

## Equipaments sanitaris i escolars
El 2009 hi havia una escola elemental integrada dins d'un grup escolar amb les comunes properes formant una escola dispersa.

## Poblacions més properes
El següent diagrama mostra les poblacions més properes.